# 藤原英司
藤原 英司（ふじわら えいじ、1933年2月23日 - 2017年7月3日）は、日本の動物学者、翻訳家。
東京都出身。慶應義塾大学文学部動物心理学専攻卒業。国立科学博物館動物学研究部員、1968年早稲田大学講師、1971年フリー、1976年エルザ自然保護の会を設立し会長。1996年常磐大学国際学部教授（地球生物環境論、環境倫理）。環境科学文化研究所所長。日本自然保護協会理事。世界野生生物基金日本委員会委員。
『野生のエルザ』の翻訳者として知られ、多くの動物文学を翻訳。動物園、調査捕鯨の廃止を訴える先鋭な動物保護の思想を持つ。
1967年、『青いイルカの島』（スコット・オデル著、理論社）の翻訳により、第14回サンケイ児童出版文化賞を受賞。自然保護の啓蒙普及活動により第7回田村賞受賞。カトリック信者としての活動に対して「心のともしび賞」を受賞。
2017年7月3日、死去。

## 年譜
- 1933年（昭和8年）：東京都生。
- 1951年（昭和31年）4月：国立科学博物館動物研究部助手[1]
- 1968年（昭和43年）10月：早稲田大学語学教育研究所講師[1]
- 1971年（昭和46年）：早稲田大学退職
- 1976年（昭和51年）：「エルザ自然保護の会」を設立し会長となる
- 1978年（昭和53年）8月：日本学術会議自然保護研究連絡委員会委員[1]
- 1985年（昭和60年）1月：環境科学文化研究所所長[1]
- 1996年（平成8年）4月：常磐大学国際学部教授（地球生物環境論、環境倫理）（～2001年03月[1]）

## 著書
- 黄昏の序曲 滅びゆく動物たちと人間 朝日新聞社 1972
- 虫ケラにも生命が… 自然保護思想の変革 朝日新聞社 1973
- 動物の行動から何を学ぶか 1974 (講談社現代新書)
- 滅びゆく動物 保育社 1975 (カラー自然ガイド)
- 世界の自然を守る 1975 (岩波新書)
- アメリカの野生動物保護 1976 (中公新書)
- シートン動物記の世界 集英社 1976
- アメリカの動物滅亡史 1976 (朝日選書)
- エルザとアダムソンの世界 文芸春秋 1977.2
- 虐殺される動物たち 自然保護とは何か 1978.6 (三一新書)
- ヒグマと少年 旺文社 1978.10 (旺文社ジュニア図書館)
- エルザ賛歌 サンリオ 1979.12
- もし紙がなくなったら 自然保護の立場から サイマル出版会 1979
- 『海からの使者イルカ』朝日新聞社、1980年9月
  - 『海からの使者イルカ』朝日新聞社〈朝日文庫〉、1993年 ISBN 978-4022607706
- 『動物たちのSOS - 野生動物の保護を考える』創隆社ジュニアブックス、1981年9月 
  - 『地球に動物がいなくなる日 - 野生動物からのSOS』創隆社ジュニア選書、1991年 ISBN 978-4881760710
- イルカのオポ 海からきた使い 佑学社 1981.10
- 動物と自然保護 動物文学の世界から 1981.12 (朝日選書)
- 愛をもとめて動物たちと 国土社 1984.1 (現代の文学)
- ふれあいの旅動物の旅 1984.8 (集英社文庫)
- ニホンカモシカ物語 佑学社 1985.6 (日本の動物物語シリーズ)
- ニホンザル物語 佑学社 1985.9 (日本の動物物語シリーズ)
- 北加伊エゾシカ物語 北海道の環境破壊史 朝日新聞社 1985.10
- ツキノワグマ物語 佑学社 1985.11 (日本の動物物語シリーズ)
- タンチョウ物語 佑学社 1986.1 (日本の動物物語シリーズ)
- トキ物語 佑学社 1986.3 (日本の動物物語シリーズ)
- 赤い海のイルカたち 国土社 1986.5 (現代の文学)
- 『雪国のライオン 地球は人間だけのものなのか』集英社〈集英社文庫〉、1986年10月 ISBN 4087491560
- サケ物語 佑学社 1986.11 (日本の動物物語シリーズ)
- キタキツネ物語 佑学社 1987.1 (日本の動物物語シリーズ)
- ヒグマ物語 佑学社 1987.4 (日本の動物物語シリーズ)
- ハブ物語 佑学社 1987.10 (日本の動物物語シリーズ)
- ハクチョウ物語 佑学社 1987.11 (日本の動物物語シリーズ)
- シートン 自然保護の願いを 佑学社 1990.9 (愛と平和に生きた人びと)
- 死に絶える動物たち 1990.10 (JICCブックレット)
- 闇夜と動物を恐れる人へ 六興出版 1992.6
- 親と子で読む愛と不思議にみちた動物の世界 福音社 1992.6 (三育図書教育シリーズ)
- 明日、ボクたちのいない地球。 いま滅びゆく、動物たちの物語 1992.7 (創隆社ジュニアエコロジーシリーズ)
- むくむくべえちゃん 女子パウロ会 1993.5
- ボクらもみんな生きている 親と子で読む動物ものがたり 福音社 2002.11 (三育図書教育シリーズ)
- かえってきたボビー チャイルド本社 2005.2 (感動ノンフィクション絵本)
- シートン伝記 ナチュラリストの先駆者 集英社 2008.3 (シートン動物記 別巻)
- 『シートン自然保護につくした「動物記」の作家』集英社学習漫画世界の伝記　藤原英司監修　高瀬直子　漫画　2003

## 翻訳
- シンバ 百獣の王国タンガニカへ マーチン・ジョンソン 白揚社 1958
- ソロモンの花嫁 人食土人との生活記 オーサ・ジョンソン 白揚社 1958
- 密林奇談 コーベット 白揚社 1959
- 私は冒険と結婚した オーサ・ジョンソン 白揚社 1960
- ローラ あざらしと少女 ロイナ・ファー 文芸春秋新社 1961 のち文庫
- 野生のエルザ ライオンを育てた母の記録 ジョイ・アダムソン 文芸春秋新社 1962　のち文庫
- 永遠のエルザ ライオンを育てた母の記録 ジョイ・アダムソン 文芸春秋新社 1962 のち文庫
- わたしのエルザ ジョイ・アダムソン 文芸春秋新社 1963　のち文庫
- エルザの子供たち ジョイ・アダムソン 文芸春秋新社 1964　のち文庫
- 信じられぬ旅 シーラ・バーンフォード 集英社 1965 (コンパクト・ブックス) のち文庫
- 私は子ぐまの母親だった ピーター・クロット 講談社 1965
- 青いイルカの島 スコット・オデル 理論社 1966 (Junior Library)
  - 『青いイルカの島』スコット・オデル、理論社、2004年 ISBN 978-4652005248
- あらいぐまのラスカル スターリング・ノース あかね書房 1966 (こども世界の文学)
- 霧の中の虎 イーアン・ニーアル 集英社 1966 (コンパクト・ブックス)
- 吠えろアンティス 戦場をかける犬 アンソニー・リチャードソン 文芸春秋新社 1966 のち『戦場をかける犬』として文庫
- 密林のエルザ 女性とライオン親子の愛のフォト・ストーリー/ ジョイ・アダムソン 集英社 1966
- 野生のガラヤカ 正続 デスモンド・バラディ 集英社 1966-1967 (コンパクト・ブックス) のち文庫
- コパー川のかわがらす J.ジョージ あかね書房 1967 (国際児童文学賞全集 ; 15)
- 思い出のサラバン B.I.アンターメーヤー 集英社 1967 (コンパクト・ブックス)
- あざらしのサミー ニーナ・W.フック 芸文社 1967
- ブワナ・エルザ ジョージ・アダムソン 文芸春秋 1968-1969
- 帰らざる渡り鳥 あるエスキモー・シギの最期 フレッド・ボズワース 集英社 1968 (コンパクト・ブックス)
- 滅びゆく野性のいのち F.マックナルティ 芸文社 1968
- 果てしなき追跡 D.P.マニックス 集英社 1969 (動物文学シリーズ)
- 森と池の物語 R.マーフィー 芸文社 1969 のち偕成社文庫
- 雪原に吠える W.モーレー 集英社 1969 (動物文学シリーズ)
- 大草原のリーモ スタンレー・E.ブロック 集英社 1969 (動物文学シリーズ)
- 野生のガラヤカ 奇跡の生いたち編 D.バラディ 集英社 1969 (動物文学シリーズ)
- バスター先生の動物記 バスター・R.ジョーンズ 芸文社 1969
- わが名はダクタリー 東アフリカ獣医夫妻の記録 スザンヌ・ハート 文芸春秋 1970
- 白いインパラ ノーマン・カー 集英社 1970 (動物文学シリーズ)
- 狼犬カビク ウォルト・モーレー 集英社 1970 (動物文学シリーズ)
- 狼っ子 スターリング・ノース 集英社 1970 (動物文学シリーズ)
- 熊と少年 W.モーレー 集英社 1970 (動物文学シリーズ)
- シートン動物記 1-8 集英社 1971-1972
- いとしのピッパ ジョイ・アダムソン 文芸春秋 1971 のち文庫
- クマオンの人食いドラ ジム・コーベット 学習研究社 1972 (アドベンチャー・ブックス)
- わたしの友だちには尻尾があった V.マッケンナ 大和書房 1972
- 罪なき殺し屋たち H.バン・ラービック、ジェーン・グドール 平凡社 1972
- 滅びゆく川の物語 ロバート・マーフィ 番町書房 1972
- ハリック 灰色アザラシの物語 エイワン・クラークソン 番町書房 1972
- 一匹狼の最期 スタンレー・P.ヤング 朝日新聞社 1973
- さよなら!ピッパ ジョイ・アダムソン 文芸春秋 1973
- 動物たちの不思議な世界 あなたのペットがもつ超能力 V&M.ガディス 辺見栄共訳 白揚社 1973 解題「あなたのペットの超能力」
- ライオン街を行く アンソニー・バーク、ジョン・レンダル 平凡社 1974
- シートン自叙伝 シートン動物記 別巻 集英社 1974
- 野生の巨象 イアン&オリア・ダグラスーハミルトン 朝日新聞社 1976
- 大空へ愛をこめて シロヅルと少年の冒険 デイトン・O.ハイド 集英社 1977.4
- 罪なき殺し屋たち H.バン・ラービック、ジェーン・グドール 筑摩書房 1977.5 (ちくま少年文庫)
- 灰色グマの伝記 シートン 1978.4 (集英社文庫)
- 銀ギツネの伝記 シートン 1978.7 (集英社文庫)
- 復活 アメリカシロヅル絶滅への挑戦 フェイス・マックナルティ どうぶつ社 1978.11
- 旗尾リス シートン 1978.10 (集英社文庫)
- 黒馬物語 アンナ・シュウェル 世界動物文学全集 講談社、1979
- サンドヒルの雄ジカ シートン 1979.2 (集英社文庫)
- ジョイ・アダムソンのアフリカ博物誌 どうぶつ社 1979.4
- 西部の野生馬 シートン 1979.5 (集英社文庫)
- 白いトナカイの伝説 シートン 1979.8 (集英社文庫)
- 野性の賛歌 B.レンズバーガー 思索社 1979.9
- パリのオオカミ D.P.マニックス 辺見栄共訳 集英社 1979.10
- ひげおじさん フィリップ・ブラウン　世界動物文学全集　講談社、1980
- 動物が一匹一匹やってきた バスター・ロイド・ジョーンズ　世界動物文学全集　講談社、1980
- カワウソ物語 フィリップ・ウェイア 佑学社 1980.3 (自然に生きる動物物語シリーズ)
- シートンの自然観察 E.T.シートン どうぶつ社 1980.4
- エルザわが愛 ジョイ・アダムソン自伝 文芸春秋 1980.6
- モグラ物語 ケネス・メランビー 佑学社 1980.7 (自然に生きる動物物語シリーズ)
- キツネ物語 ディヴィッド・マクドナルド 佑学社 1980.11 (自然に生きる動物物語シリーズ)
- ノロジカ物語 レイモンド・チャップリン 佑学社 1980.12 (自然に生きる動物物語シリーズ)
- リス物語 ジャン・テイラー 佑学社 1981.3 (自然に生きる動物物語シリーズ)
- 子ギツネビクシー物語 マイケル・フォックス 国土社 1981.6
- 草原の女王ペニー ヒョウの子を育てる ジョイ・アダムソン 文芸春秋 1981.11
- 森のともだちサルとミミズク / ジョイ・アダムソン 佑学社 1982.4
- 雪原のオオカミ マイケル・フォックス 国土社 1982.8
- 野生犬ドール マイクル・フォックス 国土社 1983.12
- 荒野のコヨーテ マイクル・フォックス 国土社 1984.11
- 追憶のエルザ ライオンと妻とわが生涯 ジョージ・アダムソン 光文社 1988.10
- イルカを追って 野生イルカとの交流記 H.ドブズ 辺見栄共訳 六興出版 1992.4 のち集英社文庫
- ライオン アンゲリカ・ホーファー くもん出版 1994.7 (大自然の動物ファミリー)
- 動物の命は人間より軽いのか 世界最先端の動物保護思想 マーク・ベコフ 辺見栄共訳 中央公論新社 2005.7
- 狼王ロボ シートン 2008.6 (集英社文庫)
- ぎざ耳ウサギの冒険 シートン 2008.7 (集英社文庫)
- 愛犬ビンゴ シートン 2008.8 (集英社文庫)

## 責任編集
- 世界動物文学全集 全30巻 講談社 1978-1981年 監修：今西錦司、戸川幸夫、中西悟堂

## 論文
- 国立情報学研究所収録論文 国立情報学研究所

## 賞詞
- 第7回田村賞受賞

## 参考
- 日本人名大事典